# Nova
 Ovo je glavno značenje pojma Nova. Za druga značenja pogledajte Nova (razdvojba).
Nova (lat.) je naziv za promjenjive zvijezde koje bez ikakvih prethodnih znakova bljesnu; sjaj im se u tom slučaju poveća i do sto tisuća puta (obično 25 tisuća puta).
Naziv je u osnovi netočan, jer nova nastaje eksplozijom već postojeće zvijezde slaba sjaja, koja prilikom eksplozije, za nekoliko sati ili dana, postane zvijezda sjajnija i za 12 magnituda. Sjaj joj poslije toga slabi do prijašnje veličine.

## Opis fenomena
Po gore navedenom se vidi da nova ne predstavlja eksploziju zvijezde u cjelini, nego eksploziju u njenim vanjskim slojevima. Odbačena masa plinova iznosi tek jednu stotisućinu mase cijele zvijezde.
U spektru nove je vidljiv jak pomak apsorpcijskih linija prema ljubičastom dijelu spektra, što govori o nagloj ekspanziji plinova, koja se zbiva brzinom većom od 1000 km/s, pa je i spektralna klasa ovih zvijezda nestalna - promjer zvijezde se poveća za 100 do 400 puta.
Energija im prvih dana iznosi od 1·1038 do 1·1039 džula, što odgovara sveukupnom zračenju našeg Sunca u toku od 10 do 100 tisuća godina.
Prema slabljenju intenziteta sjaja nove se dijele u brze (sjaj im postaje deset puta slabiji u toku nekoliko dana) i spore (kod kojih se to događa u nekoliko godina).
Nekoliko desetljeća poslije pojave nove se na njenom mjestu vidi maglica, koja se i dalje širi.
Najstariji podatak o pojavi nove je Hiparhovo promatranje (131. pr. Kr.) u zviježđu Škorpiona. U našoj galaksiji, Mliječnom putu, otkrivaju se godišnje jedna do tri nove, što je malo i povećano osjetljivijim teleskopom Hubble. Međutim, vjerojatnost njihovih pojava mnogo je veća i ide do sto na godinu.
Utvrđeno je da neke nove ponovno bljesnu, pa su zbog toga nazvane povratne nove.
Mnogo rjeđe nego nove pojavljuju se supernove, kojima je sjaj 10 tisuća puta veći od nove. Supernova nastaje eksplozijom zvijezde u cjelini. U maksimumu sjaja je -14 do -16 veličine, te se može uspoređivati sa sjajem cijele galaktike! Energija koju emitira u nekoliko dana je oko 1·1042 đžula, što odgovara energiji Sunca u toku jedne milijarde godina.
U spektru supernovâ linije su tako široke (Dopplerov efekt) da se međusobno slijevaju, pa je spektar kontinuiran.
Vjerojatnost supernova u našoj galaktici je procijenjena na tri u tisuću godina. Do sad su opažene tri supernove. Prva je prema kineskim podacima 1054. u zviježđu Bika, koja je nakon jedne godine postala nevidljiva, ali je na njenom mjestu kasnije otkrivena maglica Rakovica i još se uvijek širi brzinom od 1100 km/s. Druga je 1572. u zviježđu Kasiopeje. Pojavu treće je u zviježđu Zmijonosac promatrao 1604. Johannes Kepler. Do danas je nabrojeno preko 200 supernova u stotinjak galaktika.

## Uzrok i mehanizam nastanka
Do danas nije jednoznačno određen mehanizam koji dovodi do pojave nove ili supernove, jer kod svih zabilježenih pojava nedostaju podaci o stanju zvijezde prije eksplozije.
Teoretski proračuni pokazuju da je moguća pojava supernove kod zvijezda koje prelaze iz stanja crvenog diva u stanje bijelog patuljka, ako u tijeku tog prijelaza fuzija kisika (16O+16O) ne nastaje dovoljno postupno, nego naglo, kada je zvijezda već dosegla veliku gustoću.
Za nove je najpovoljniji model binarne zvijezde, bijelog patuljka i divovskog pratitelja, gdje bijeli patuljak na račun svoje velike gustoće i mase izvlači s površine diva vodik, koji na površini patuljka fuzijom prelazi u helij. Proces je kumulativan, temperatura se oslobađa na račun oslobođene energije, vodik stalno dolazi, pa u određenom trenutku nestaje i daljnja fuzija i stvaranje novih elemenata (npr. ciklus ugljik-dušik), što uzrokuje još brže i veće povišenje temperature, dok ne dođe do eksplozivnog širenja gornjih slojeva bijelog patuljka, slično kao i kod modela supernove, ali gdje tamo eksplodira praktički cijela zvijezda. Proračuni pokazuju da je za eksploziju tipa supernove potrebna masa od najmanje 10 masa Sunca, a za pojavu nove, prema opisanom modelu, dovoljno je da sloj koji sudjeluje u eksploziji ima jednu tisućinu mase Sunca.